# Cham (Musiker)
Cham (eigentlich: Dameon Beckett; * 24. Februar 1977 in Kingston) ist ein Grammy-nominierter, jamaikanischer Dancehall-Musiker.

## Karriere
Sein erstes Album Wow... The Story erschien am 24. Oktober 2000, darauf waren Singles wie The Mass, Funny Man, Ghetto Pledge, Boom/Can I Get A, u. a. Bekannt wurde Cham 2006 durch die Single „Ghetto Story“ aus seinem gleichnamigen Album, das weltweit über 200.000 Mal verkauft wurde. Weitere Singles darauf waren Rude Boy Pledge und Tic Toc. Er war bis 2005 als Baby Cham bei den Atlantic Records unter Vertrag. Cham arbeitete schon mit vielen Hip-Hop- und R&B-Stars zusammen, wie Foxy Brown, Alicia Keys, Carl Thomas, Shawn Mims, Akon und T-Pain.

## Diskografie (Auswahl)

### Studioalben
| Jahr | Titel           | Höchstplatzierung, Gesamtwochen, AuszeichnungChartplatzierungen (Jahr, Titel, Platzierungen, Wochen, Auszeichnungen, Anmerkungen) | Höchstplatzierung, Gesamtwochen, AuszeichnungChartplatzierungen (Jahr, Titel, Platzierungen, Wochen, Auszeichnungen, Anmerkungen) | Höchstplatzierung, Gesamtwochen, AuszeichnungChartplatzierungen (Jahr, Titel, Platzierungen, Wochen, Auszeichnungen, Anmerkungen) | Höchstplatzierung, Gesamtwochen, AuszeichnungChartplatzierungen (Jahr, Titel, Platzierungen, Wochen, Auszeichnungen, Anmerkungen) | Höchstplatzierung, Gesamtwochen, AuszeichnungChartplatzierungen (Jahr, Titel, Platzierungen, Wochen, Auszeichnungen, Anmerkungen) | Anmerkungen                                                                        |
| Jahr | Titel           | DE | AT | CH | UK | US | Anmerkungen                                                                        |
| ---- | --------------- | --- | --- | --- | --- | --- | ---------------------------------------------------------------------------------- |
| 2000 | Wow … The Story | — | — | — | — | — | Erstveröffentlichung: 24. Oktober 2000; in Deutschland seit 30. Mai 2008 indiziert |
| 2006 | Ghetto Story    | — | — | — | — | US53 (4 Wo.)US | Erstveröffentlichung: 15. August 2006                                              |

### Singles
| Jahr | Titel Album                         | Höchstplatzierung, Gesamtwochen, AuszeichnungChartplatzierungen (Jahr, Titel, Album, Platzierungen, Wochen, Auszeichnungen, Anmerkungen) | Höchstplatzierung, Gesamtwochen, AuszeichnungChartplatzierungen (Jahr, Titel, Album, Platzierungen, Wochen, Auszeichnungen, Anmerkungen) | Höchstplatzierung, Gesamtwochen, AuszeichnungChartplatzierungen (Jahr, Titel, Album, Platzierungen, Wochen, Auszeichnungen, Anmerkungen) | Höchstplatzierung, Gesamtwochen, AuszeichnungChartplatzierungen (Jahr, Titel, Album, Platzierungen, Wochen, Auszeichnungen, Anmerkungen) | Höchstplatzierung, Gesamtwochen, AuszeichnungChartplatzierungen (Jahr, Titel, Album, Platzierungen, Wochen, Auszeichnungen, Anmerkungen) | Anmerkungen                                             |
| Jahr | Titel Album                         | DE | AT | CH | UK | US | Anmerkungen                                             |
| ---- | ----------------------------------- | --- | --- | --- | --- | --- | ------------------------------------------------------- |
| 2006 | Ghetto Story                        | — | — | — | — | US99 (1 Wo.)US | Erstveröffentlichung: 28. Juni 2006                     |
| 2006 | Ghetto Story Chapter 2 Ghetto Story | — | — | — | UK62 (2 Wo.)UK | US77 (7 Wo.)US | Erstveröffentlichung: 15. August 2006 feat. Alicia Keys |

### Gastauftritte
- Shottas – T-Pain feat. Kardinal Offishall & Cham
- This Is Why I’m Hot (Remix) – Mims feat. Junior Reid & Cham
- The Day Before – Jully Black feat. Cham
- Oh No (You Can’t Be Serious) – Carl Thomas feat. Cham
- Tables Will Turn – Foxy Brown feat. Cham
- Party Time (Remix) – Lukie D feat. Jadakiss & Cham
- Love Is on My Mind – Shawnna feat. Sisqó & Cham
- Run Dem – Foxy Brown feat. Cham
- Never Never (Remix) – Brick & Lace feat. Cham
- I Fell in Love with the DJ – Che’Nelle feat. Cham
- Tonight – Keke Palmer feat. Cham
- Girl I Need – Mario feat. Cham
- Bullet – DJ Khaled feat. Rick Ross & Cham
- That’s Just Not Me – Mis-Teeq feat. Cham
- Bad Ass Strippa (Remix) – Jentina feat. Cham